# يوهان بيتر بيرغ
يوهان بيتر بيرغ (بالألمانية: Johann Peter Berg)‏ هو عالم عقيدة ومؤرخ ألماني، ولد في 3 سبتمبر 1737 في بريمن في ألمانيا، وتوفي في 3 مارس 1800.